# Hjortron
Hjortron (Rubus chamaemorus) är en lågväxande, flerårig ört i hallonsläktet. Den växer på fuktiga marker och är känd för sin brandgula frukt med samma namn.

## Beskrivning
Hjortronet blir mellan 10 och knappt 30 centimeter högt, och har krypande jordstam. Bladen är njurformade, sågade och fem- till sjuflikiga.
De enkönade blommorna sitter oftast ensamma och är stora och vita. Till skillnad från övriga arter i växtsläktet rubus saknar hjortronet självpollineringsförmåga, vilket beror på att hjortronet är en tvåbyggare, det vill säga att han- och honblommorna sitter på olika individer. Hjortronets frukt kallas i dagligt tal för bär, men består egentligen av flera större stenfrukter. Frukten är till en början röd, hård och omsluten av foderbladen, men allteftersom den mognar blir den gulare, mjukare och saftigare samt frigjord från de då nedvecklade foderbladen. Frukten är rik på C-vitamin. 
Karta över blomningstid i Norden:

## Utbredning
Hjortron förekommer i hela den norra tempererade zonen.
I Sverige växer hjortron i nästan hela landet; från fjällområdena i Lappland i norr, till Skåne i söder, med undantag för Öland, där den saknas.
I Norge upp till 1 400 m ö h; i söder; i norr upp till 1 000 m ö h.

### Utbredningskartor
- Norden [2]
- Norra halvklotet [3]

## Biotop
Hjortron trivs på fuktiga marker, såsom mossar. Lågt pH-värde och mycket sol är gynnsamma faktorer.  Hjortronet är känsligt för salta och torra förhållanden.
Själva hjortronplantan är mycket köldtålig och kan klara temperaturer ned till -40 °C. Hjortronets blommor är däremot känsliga för frost, vilket innebär att en kall frostnatt under blomningsperioden frostskadar blomman, och att fruktsättningen uteblir.

## Användning
De mogna bären används främst till framställning av sylt, men även till likör, samt bladen till te. Försäljning av självplockade hjortron var fram till 1960-talet en viktig inkomstkälla för många personer boende i norrländska kommuner. Under riktigt goda hjortronår kan den totala skörden av hjortron i Sverige bli hundratals ton.

## Etymologi

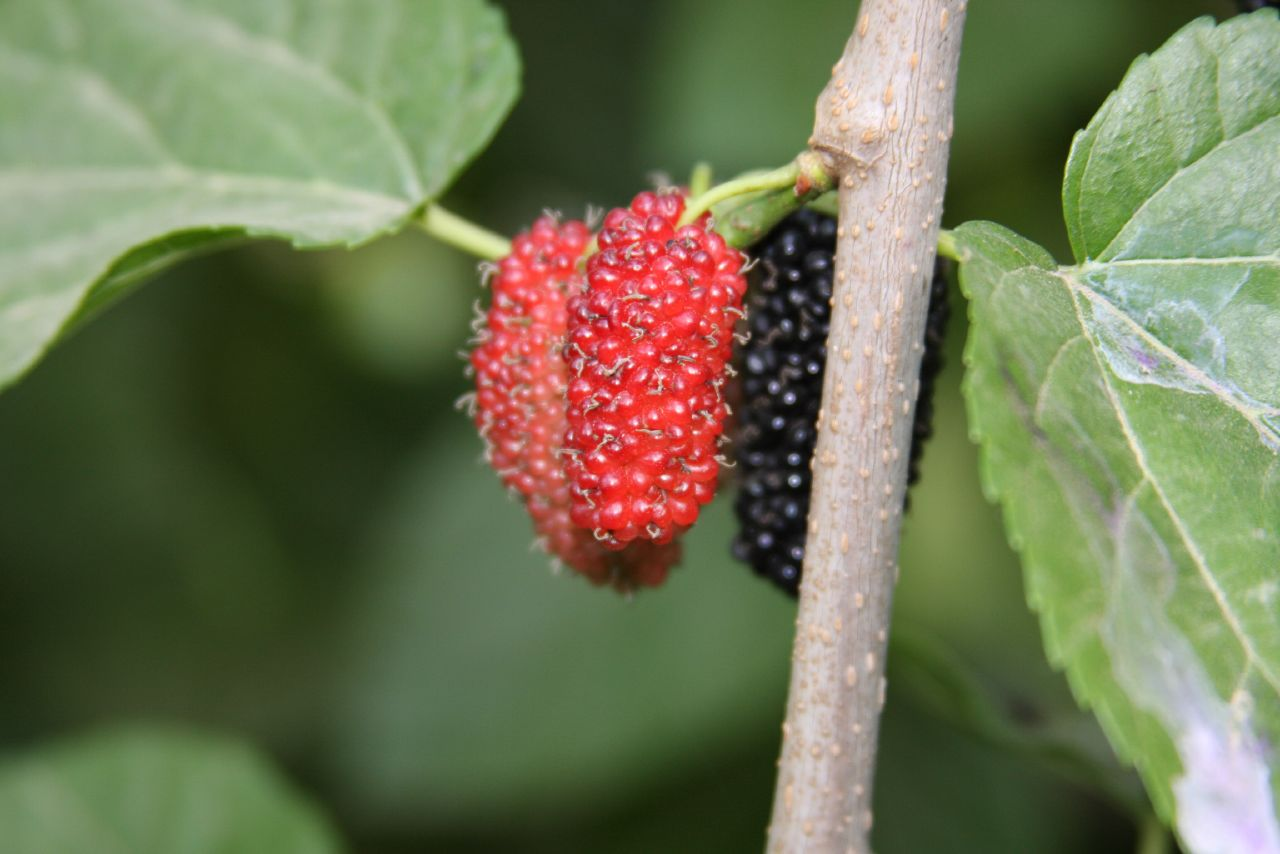
Exempel på mullbär (Morus nigra)

Artnamnet chamaemorus  härleds från grekiska χαμαί (khamai) = på marken, låg, och μούρο (mouro) = mullbär, d.v.s. markmullbär. Linné menade nämligen att hjortronbäret var mullbärsliknande. 

## Bygdemål
| Namn          | Trakt                      | Not                         |
| ------------- | -------------------------- | --------------------------- |
| Blotbär       | Dalarna                    | Moget bär                   |
| Jolbär        | Dalarna (Bjursås, Rättvik) |                             |
| Merber        | Dalarna (Mora, Våmhus)     | [ 6 ]                       |
| Multebär      | Härjedalen                 | [ 4 ]                       |
| Mylta         | Jämtland                   | Moget bär (Jfr myrbera)     |
| Myrbär        | Härjedalen                 | Kan även avse tranbär       |
| Myrbera       | Jämtland                   | Omoget bär (Jfr mylta)      |
| Mölta         | Dalarna                    | Jfr norskans molte          |
| Möltor        | Dalarna                    |                             |
| Môlter        | Västra Värmland            |                             |
| Moirbär       | Dalarna (Älvdalen)         | [ 6 ]                       |
| Mörbör        | Dalarna (Mora, Våmhus)     | [ 6 ]                       |
| Mörberä       | Dalarna                    | Omoget bär                  |
| Snatter       | Västerbotten, Norrbotten   | [ 6 ]                       |
| Snattren      | Västerbotten               |                             |
| Snatterbär    | Jämtland, Ångermanland     |                             |
| Snotter       | Västerbotten, Norrbotten   | [ 6 ]                       |
| Snåtter       | Västerbotten, Norrbotten   | [ 6 ]                       |
| Snåtterbär    | Ångermanland               | [ 6 ]                       |
| Snåtterblomma | Skellefteåtrakten          | [ 7 ]                       |
| Snåttren      | Västerbotten               |                             |
| Snåttron      | Ångermanland               | [ 6 ]                       |
| Solbär        | Dalarna                    | Kan även avse svarta vinbär |

## Bilder

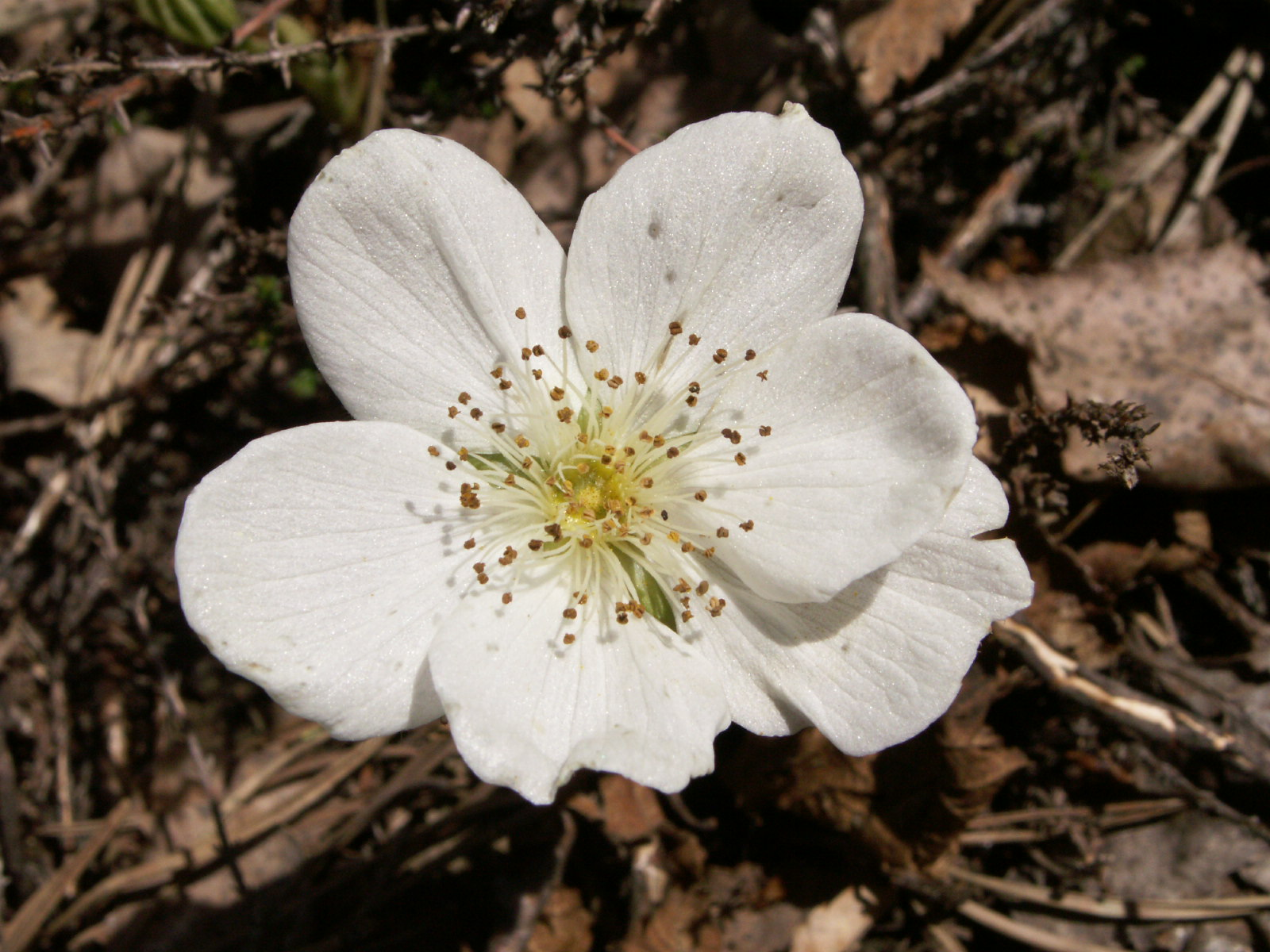
Hanblomma
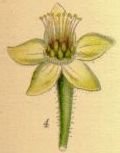
Honblomma med borttagna kronblad
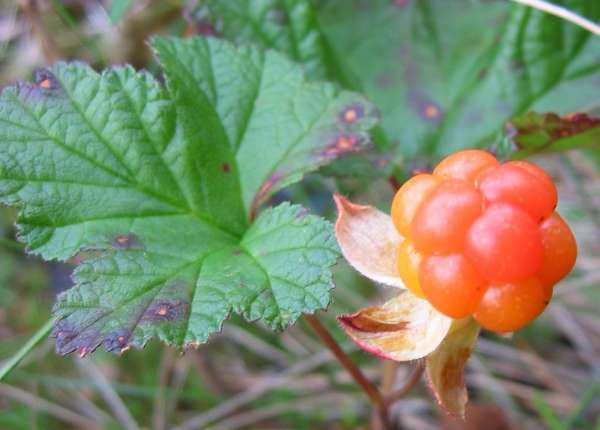
Blad och bär
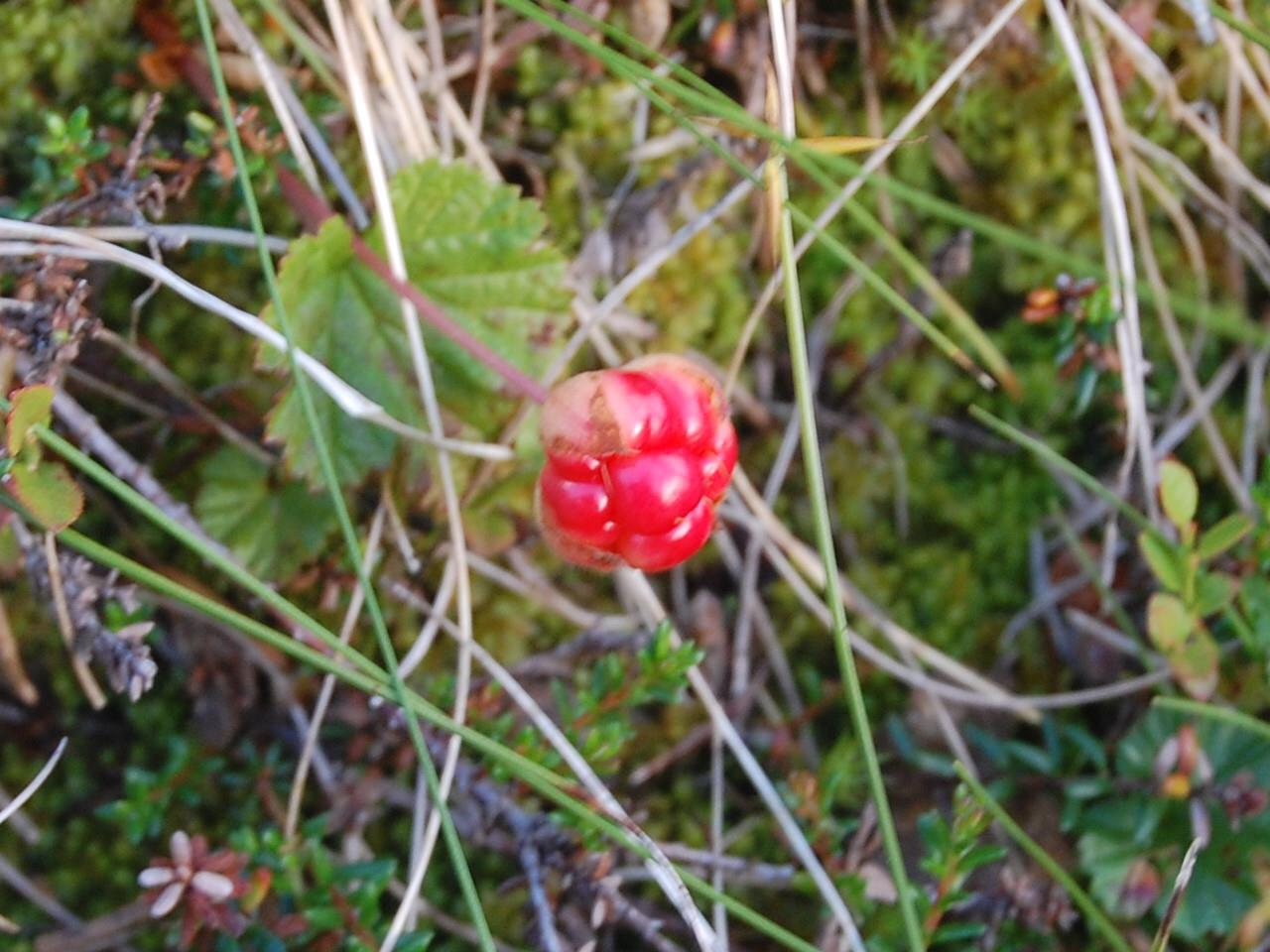
Omoget hjortron
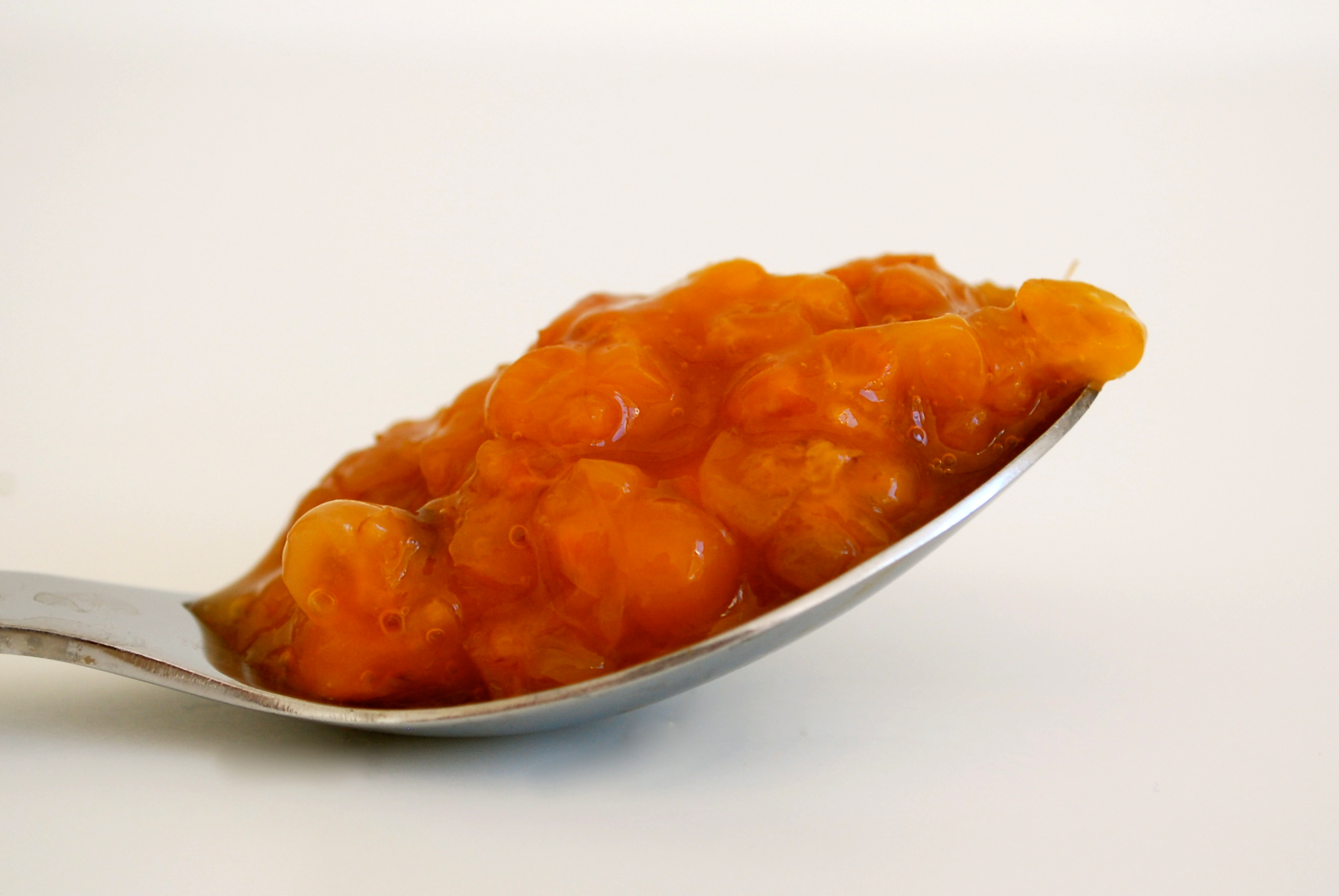
Hemgjord hjortronsylt
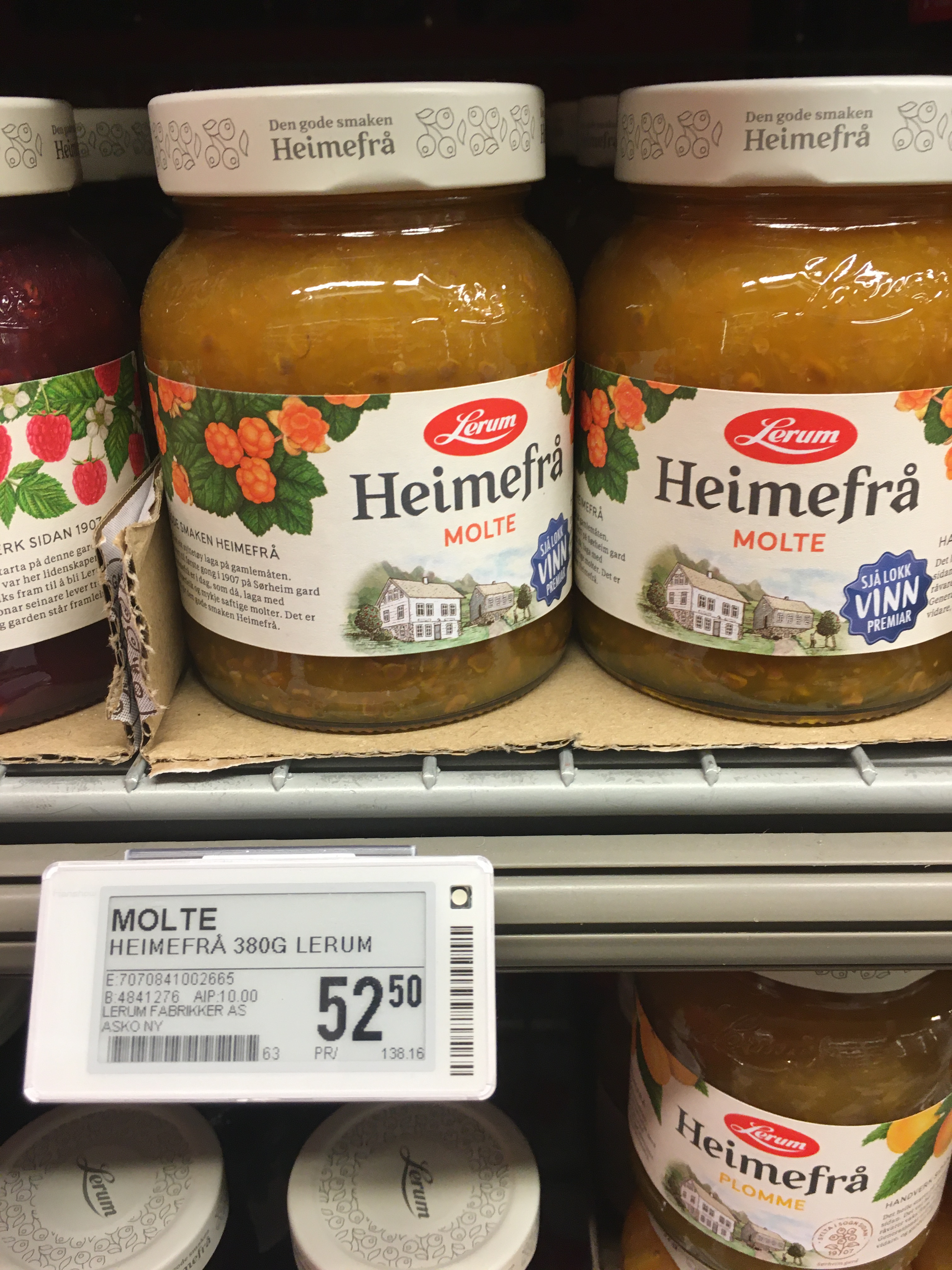
Hjortronsylt (Norge)